# Romanelli Volley 2001-2002
Questa voce raccoglie le informazioni riguardanti la Romanelli Volley nelle competizioni ufficiali della stagione 2001-2002.

## Organigramma societario
Area direttiva
- Presidente: Massimo Romanelli

Area tecnica
- Allenatore: Daniele Berselli (fino al 24 ottobre 2001)
poi Stoyan Guntchev (dal 27 ottobre 2001 al 13 dicembre 2001)
poi Mila Kjosseva (dal 14 dicembre 2001)
- Allenatore in seconda: Marco Bolognesi

Area sanitaria
- Medico: Mario Papucci
- Fisioterapista: Paolo Belladonna

## Rosa
| N° | Nome                 | Ruolo | Data di nascita   | Nazionalità sportiva |
| -- | -------------------- | ----- | ----------------- | -------------------- |
| 1  | Elvira Sevastianova  | S     | 5 agosto 1974     | Russia               |
| 2  | Ilaria Ranieri       | P     | 5 novembre 1977   | Italia               |
| 4  | Jenny Barazza        | C     | 24 luglio 1981    | Italia               |
| 5  | Aneta Germanova      | S     | 3 gennaio 1975    | Bulgaria             |
| 6  | Alessandra Pinese    | P     | 24 luglio 1975    | Italia               |
| 9  | Christina Benecke    | C     | 14 ottobre 1974   | Germania             |
| 10 | Silvia Croatto       | S     | 6 maggio 1973     | Italia               |
| 11 | Hanka Pachale        | S     | 12 settembre 1976 | Germania             |
| 12 | Meika Wagner         | C     | 14 settembre 1973 | Stati Uniti          |
| 14 | Sabrina Rocchi       | L     | 22 agosto 1972    | Italia               |
| 17 | Margarita Okrachkova | S     | 5 dicembre 1971   | Russia               |